# Перестряж (Новосильский район)
Перестря́ж — исчезнувшее село в Новосильском районе Орловской области.

## География
Находилось в северной части района в 27 км от Новосиля, в 3 км от большой дороги Новосиль – Тула. Сельцо располагалось на правом Абакумовском верхе, а на противоположной стороне (более высокой) — церковь с домами священнослужителей и церковной прислуги. Ближайшие населённые пункты Селезнёво и Маслово.

## История
Название села странное и труднообъяснимое и говорит о близости с новгородскими и западнославянскими. Возможно происходит от старого русского слова перестреть, перестре(я)нуть. То есть место, где можно перехватить, подкараулить в смысле с плохими намерениями. Упоминается в Указе 1571 года царя Ивана Грозного о сторожевой и станичной службе в государстве среди сторож как место Перестряжа у Перестряжского леса. Как село с деревянной клетской церковью упомянуто в Дозорной книге Новосильского уезда за 1614—1615 годы, а также в Новосильской Отказной книге за 1648 год ("... в Никольский стан в Кузьма - Демьяновский приход на Обакумовском верху, что была деревня сельцо Перестряж ..."). Все храмы были деревянные. Последний был построен (после сгоревшего) в 1795 году, а в 1875 году капитально обновлён с заменой ветхого иконостаса новым. Несмотря на небогатый деревянный храм Косма - Дамиановский приход был большой и состоял из самого села Перестряжи и деревень: Селезнёво, Гагаринский Хутор, Хворостянка (Форостянка), Верхний Рог, Нижний Рог (Красное Корсаково) (не сущ.), Маслово (меньшая часть), Пущена (Гладкая) (небольшая часть) (не сущ.), Варваринка (небольшая часть), Хоныково (не сущ.), Новосергеевка (Гагаринка) (часть) (не сущ.). На карте РККА Орловской области за 1941 год село уже не обозначено. Скорее всего оно исчезло в послереволюционные годы. На месте церкви — действующее кладбище.

## Население
В 1816 году в селе насчитывалось 118 человек,  а по приходским спискам за 1857 год — 178. После 1857 года произошло какое-то событие (возможно помещик продал крестьян или переселил их на новое место), т. к. в списках населённых мест за 1859 год всех жителей уже числилось 50 чел. (22 — м, 28 — ж.) и 8 дворов. В 1915 году — 15 чел. (8 — м, 7 — ж.) и 4 двора.